# James Crawford
James Alexander Crawford (ur. 3 maja 1997 w Toronto) – kanadyjski narciarz alpejski, brązowy medalista olimpijski, mistrz świata i dwukrotny medalista mistrzostw świata juniorów.

## Kariera
Po raz pierwszy na arenie międzynarodowej Crawford pojawił się 18 grudnia 2013 roku w Panoramie, gdzie w zawodach FIS Race zajął szesnaste miejsce w supergigancie. W 2015 roku wystartował na mistrzostwach świata juniorów w Hafjell, gdzie zajął między innymi 30. miejsce w zjeździe oraz 41. miejsce w gigancie. Na rozgrywanych rok później mistrzostwach świata juniorów w Soczi wywalczył srebrny medal w supergigancie. W zawodach tych rozdzielił na podium Francuza Matthieu Baileta i Marco Odermatta ze Szwajcarii.
W zawodach Pucharu Świata zadebiutował 22 stycznia 2016 roku w Kitzbühel, gdzie nie ukończył supergiganta. Pierwsze pucharowe punkty zdobył 25 listopada 2018 roku w Lake Louise, zajmując 27. miejsce w tej samej konkurencji. Na podium zawodów tego cyklu pierwszy raz stanął 6 marca 2022 roku w Kvitfjell, kończąc rywalizację w supergigancie na drugiej pozycji. Uplasował się tam za Aleksandrem Aamodtem Kilde z Norwegii a przed Austriakiem Matthiasem Mayerem.
W 2018 roku wystąpił na igrzyskach olimpijskich w Pjongczangu, gdzie był między innymi dwudziesty w kombinacji. W konkurencji tej zajął także czwarte miejsce podczas rozgrywanych trzy lata później mistrzostw świata w Cortina d’Ampezzo. Przegrał tam walkę o brązowy medal z Loïkiem Meillardem ze Szwajcarii o 0,21 sekundy. Podczas igrzysk olimpijskich w Pekinie w 2022 roku zdobył brązowy medal w superkombinacji. Był to pierwszy w historii medal olimpijski dla Kanady w tej konkurencji. Wyprzedzili go tylko Austriak Johannes Strolz i Aleksander Aamodt Kilde. Na mistrzostwach świata w Courchevel/Méribel w 2023 roku zdobył złoty medal w supergigancie, wyprzedzając Aamodta Kilde i Francuza Alexisa Pinturaulta.

## Osiągnięcia

### Igrzyska olimpijskie
| Miejsce | Dzień     | Rok  | Miejscowość | Konkurencja     | Czas biegu | Strata | Zwycięzca       |
| ------- | --------- | ---- | ----------- | --------------- | ---------- | ------ | --------------- |
| 20.     | 13 lutego | 2018 | Pjongczang  | Superkombinacja | 2:06,52    | +4,25  | Marcel Hirscher |
| DNF     | 16 lutego | 2018 | Pjongczang  | Supergigant     | 1:24,44    | -      | Matthias Mayer  |
| 29.     | 18 lutego | 2018 | Pjongczang  | Gigant          | 2:18,04    | +6,08  | Marcel Hirscher |
| 4.      | 7 lutego  | 2022 | Pekin       | Zjazd           | 1:42,69    | +0,23  | Beat Feuz       |
| 6.      | 8 lutego  | 2022 | Pekin       | Supergigant     | 1:19,94    | +0,85  | Matthias Mayer  |
| 3.      | 10 lutego | 2022 | Pekin       | Superkombinacja | 2:31,43    | +0,68  | Johannes Strolz |

### Mistrzostwa świata
| Miejsce | Dzień     | Rok  | Miejscowość        | Konkurencja     | Czas biegu | Strata | Zwycięzca          |
| ------- | --------- | ---- | ------------------ | --------------- | ---------- | ------ | ------------------ |
| 36.     | 6 lutego  | 2019 | Åre                | Supergigant     | 1:24,20    | +3,93  | Dominik Paris      |
| 14.     | 11 lutego | 2021 | Cortina d’Ampezzo  | Supergigant     | 1:19,41    | +1,35  | Vincent Kriechmayr |
| 21.     | 14 lutego | 2021 | Cortina d’Ampezzo  | Zjazd           | 1:37,79    | +1,99  | Vincent Kriechmayr |
| 4.      | 15 lutego | 2021 | Cortina d’Ampezzo  | Superkombinacja | 2:05,86    | +1,33  | Marco Schwarz      |
| DNF1    | 19 lutego | 2021 | Cortina d’Ampezzo  | Gigant          | 2:05,86    | -      | Mathieu Faivre     |
| DNS2    | 7 lutego  | 2023 | Courchevel/Méribel | Kombinacja      | 1:53,31    | -      | Alexis Pinturault  |
| 1.      | 9 lutego  | 2023 | Courchevel/Méribel | Supergigant     | 1:07,22    | -      | -                  |
| 5.      | 12 lutego | 2023 | Courchevel/Méribel | Zjazd           | 1:47,05    | +1,01  | Marco Odermatt     |
| 27.     | 7 lutego  | 2025 | Saalbach           | Supergigant     | 1:24,57    | +3,41  | Marco Odermatt     |
| 23.     | 9 lutego  | 2025 | Saalbach           | Zjazd           | 1:40,68    | +1,86  | Franjo von Allmen  |

### Mistrzostwa świata juniorów
| Miejsce | Dzień     | Rok  | Miejscowość | Konkurencja     | Czas biegu | Strata | Zwycięzca            |
| ------- | --------- | ---- | ----------- | --------------- | ---------- | ------ | -------------------- |
| 41.     | 8 marca   | 2015 | Hafjell     | Gigant          | 2:23,37    | +9,75  | Henrik Kristoffersen |
| DSQ2    | 11 marca  | 2015 | Hafjell     | Kombinacja      | 1:58,25    | -      | Loïc Meillard        |
| DSQ     | 11 marca  | 2015 | Hafjell     | Supergigant     | 1:15,87    | -      | Miha Hrobat          |
| 30.     | 13 marca  | 2015 | Hafjell     | Zjazd           | 1:29,62    | +2,06  | Henri Battilani      |
| 14.     | 27 lutego | 2016 | Soczi       | Zjazd           | 1:11,66    | +0,99  | Erik Arvidsson       |
| 2.      | 29 lutego | 2016 | Soczi       | Supergigant     | 1:09,95    | +0,37  | Matthieu Bailet      |
| 5.      | 1 marca   | 2016 | Soczi       | Superkombinacja | 1:56,16    | +1,91  | Štefan Hadalin       |
| 5.      | 3 marca   | 2016 | Soczi       | Gigant          | 2:14,32    | +2,41  | Marco Odermatt       |
| 5.      | 5 marca   | 2016 | Soczi       | Slalom          | 1:36,84    | +1,99  | Istok Rodeš          |
| 4.      | 8 marca   | 2017 | Åre         | Zjazd           | 1:23,34    | +0,61  | Sam Morse            |
| DNF     | 9 marca   | 2017 | Åre         | Supergigant     | 1:17,91    | -      | Nils Alphand         |
| DNF1    | 11 marca  | 2017 | Åre         | Superkombinacja | 2:05,14    | -      | Loïc Meillard        |
| 1.      | 12 marca  | 2017 | Åre         | Drużynowo       | ?          | -      | -                    |
| 4.      | 13 marca  | 2017 | Åre         | Gigant          | 2:25,23    | +1,03  | Loïc Meillard        |
| DNF1    | 14 marca  | 2017 | Åre         | Slalom          | 1:37,64    | -      | Adrian Pertl         |

### Puchar Świata

#### Miejsca w klasyfikacji generalnej
- sezon 2018/2019: 150.
- sezon 2019/2020: 97.
- sezon 2020/2021: 82.
- sezon 2021/2022: 14.
- sezon 2022/2023: 12.
- sezon 2023/2024: 23.
- sezon 2024/2025: 13.

#### Miejsca na podium
1. Kvitfjell – 6 marca 2022 (supergigant) – 2. miejsce
2. Beaver Creek – 3 grudnia 2022 (zjazd) – 3. miejsce
3. Bormio – 28 grudnia 2022 (zjazd) – 2. miejsce
4. Aspen – 4 marca 2023 (zjazd) – 2. miejsce
5. Kitzbühel – 25 stycznia 2025 (zjazd) – 1. miejsce
6. Kvitfjell – 9 marca 2025 (supergigant) – 2. miejsce